# Panamá nos Jogos Pan-Americanos de 1987
O Panamá competiu na 10º edição dos Jogos Pan-Americanos, realizados na cidade de Indianápolis, nos Estados Unidos. Conquistou quatro medalhas nesta edição. 